# Back to the Future Part III (datorspel)
Back to the Future Part III eller Back to the Future III, är ett TV-spel utvecklat av Probe Software och utgivet 1991 till Amiga, ACPC, AST, C64, DOS, Sega Master System, Sega Mega Drive och ZX Spectrum, och baserat på långfilmen med samma namn. Spelet utgavs av Image Works, dock inte Sega-versionerna, som i stället utgavs av Arena.